# Strada A118
La strada A118 è una strada di categoria A britannica che collega Bow con Romford, per una lunghezza di 18,19 km. Si tratta di una strada di categoria A di importanza locale.

## Storia
Il percorso della strada A118 da Stratford a Romford, costituiva il percorso originale della strada A12, finché quest'ultima non è stata deviata lungo la Eastern Avenue, subito dopo la sua apertura nel 1925.
Successivamente, la strada A118 è stata estesa verso ovest, da Stratford fino a Bow, lungo il percorso della strada A11 (che in questa tratta assume la denominazione di Stratford High Street) quando, nel 1999, è stata aperta l'estensione della A12 da Hackney Wick fino alla rotatoria del Bow Interchange.
Parti del percorso hanno un'origine ancora più antica, in quanto sono parte dell'estensione della Pye Road da Camulodunum (Colchester) a Londinium (Londra).